# Jean Jacoby
Jean Lucien Nicolas Jacoby, född 26 mars 1891 i Luxemburg, död 9 september 1936 i Mulhouse, Haut-Rhin, var en luxemburgsk konstnär. Han vann OS-guld i bildkonst vid både sommar-OS i Paris 1924 och vid sommar-OS i Amsterdam 1928, vilket gör honom till den mest framgångsrike OS-konstnären någonsin.